# Republikanska stranka (Združene države Amerike)
Republikanska stranka (Republican Party, tudi Grand Old Party ali GOP) je ena od dveh glavnih političnih strank v Združenih državah Amerike. Druga je Demokratska stranka.
Stranka je bila ustanovljena leta 1854. Prvič je prišla na oblast leta 1861 z izvolitvijo Abrahama Lincolna za predsednika Združenih držav Amerike.
Iz republikanske stranke je doslej izšlo 19 ameriških predsednikov.

## Republikanska prepričanja
Republikansko stranko definirajo klasični liberalizem, konservatizem in druga desničarska prepričanja.

## Republikanski predsedniki ZDA
- Abraham Lincoln (1861 – 1865)
- Ulysses S. Grant (1869 – 1877)
- Rutherford B. Hayes (1877 – 1881)
- James A. Garfield (1881 – 1881)
- Chester A. Arthur (1881 – 1885)
- Benjamin Harrison (1889 – 1893)
- William McKinley (1897 – 1901)
- Theodore Roosevelt (1901 – 1909)
- William Howard Taft (1909 – 1913)
- Warren G. Harding (1921 – 1923)
- Calvin Coolidge (1923 – 1929)
- Herbert Hoover (1929 – 1933)
- Dwight D. Eisenhower (1953 – 1961)
- Richard Nixon (1969 – 1974)
- Gerald Ford (1974 – 1977)
- Ronald Reagan (1981 – 1989)
- George H. W. Bush (1989 – 1993)
- George W. Bush (2001 – 2009)
- Donald Trump (2017 – 2021, 2025 – 2029)